# Лету штуке
Лету Штуке је сарајевска поп-рок група настала 1986. године.
Име Лету штуке је настало од једног старог партизанског филма због разних превијања, одлазака у војску и ратних збивања.
Групу је оформила група од четири средњошколца. Након првих снимака које су направили, бенд се разишао, па је затим избио рат на просторима бивше СФРЈ. Фронтмен овог састава Дино Шаран након рата се вратио из Загреба у Сарајево и планирао је да оформи стари састав поново, у чему делимично и успео, мада не са целом старом поставом.
У међувремену Дино је отишао у Париз и почео сарадњу Дарком Рундеком, Ђанијем Перваном и Карго Оркестром, са којима је реализовао сингл Сунце. 2005. су почели рад на свом албуму првенцу, који су самоназвали Лету Штуке. По изласку албума издвајају се песме: Минимализам, Мјесто за двоје, Тепсија...
Године 2008. су издали албум Протеини и угљикоидрати.Прије тог албума су избацили сингл Teсла. У марту 2011. године иду на мини турнеју по Скандинавији.
Албум Топла вода објавили су 2018. године. На албуму се налази 9 композиција које преплићу друштвено ангажоване теме с оном љубавнима која носе нова искуства што доприноси његовој разноликости у звучној комбинацији аналогије и електронике.